# Giorgio Lops
Giorgio Lops (Turijn, 18 juni 1974) is een voormalig voetbalscheidsrechter uit Italië, die actief was op het hoogste niveau van 2005 tot 2009. Lops maakte zijn debuut in de hoogste divisie van het Italiaanse voetbal (Serie A) op 21 december 2005 in de competitiewedstrijd Lecce–Lazio Roma (0-0). Hij floot in totaal vijf wedstrijden in de Serie A en 48 duels in de Serie B.